# Borja Fernández
Francisco de Borja Fernández Fernández, più noto solo come Borja (Ourense, 14 gennaio 1981), è un allenatore di calcio ed ex calciatore spagnolo, di ruolo centrocampista, tecnico dell'UD Ourense.

## Statistiche

### Presenze e reti nei club
| Stagione             | Squadra              | Campionato           | Campionato | Campionato | Coppe nazionali | Coppe nazionali | Coppe nazionali | Coppe continentali | Coppe continentali | Coppe continentali | Altre coppe | Altre coppe | Altre coppe | Totale | Totale |
| Stagione             | Squadra              | Comp                 | Pres       | Reti       | Comp            | Pres            | Reti            | Comp               | Pres               | Reti               | Comp        | Pres        | Reti        | Pres   | Reti   |
| -------------------- | -------------------- | -------------------- | ---------- | ---------- | --------------- | --------------- | --------------- | ------------------ | ------------------ | ------------------ | ----------- | ----------- | ----------- | ------ | ------ |
| 2001-2002            | Real Madrid B        | SDB                  | 34+6       | 0+2        | -               | -               | -               | -                  | -                  | -                  | -           | -           | -           | 40     | 2      |
| 2002-2003            | Real Madrid B        | SDB                  | 31         | 2          | -               | -               | -               | -                  | -                  | -                  | -           | -           | -           | 31     | 2      |
| 2003-2004            | Real Madrid B        | SDB                  | 2          | 0          | -               | -               | -               | -                  | -                  | -                  | -           | -           | -           | 2      | 0      |
| Totale Real Madrid B | Totale Real Madrid B | Totale Real Madrid B | 67+6       | 2+2        |                 | -               | -               |                    | -                  | -                  |             | -           | -           | 73     | 4      |
| 2001-2002            | Real Madrid          | PD                   | 0          | 0          | CR              | 3               | 0               | UCL                | 0                  | 0                  | SS          | 0           | 0           | 3      | 0      |
| 2002-2003            | Real Madrid          | PD                   | 0          | 0          | CR              | 1               | 0               | UCL                | 0                  | 0                  | SU+CInt     | 0           | 0           | 1      | 0      |
| 2003-2004            | Real Madrid          | PD                   | 15         | 0          | CR              | 5               | 0               | UCL                | 4                  | 0                  | SS          | 0           | 0           | 20     | 0      |
| 2004-2005            | Real Madrid          | PD                   | 8          | 0          | CR              | 2               | 0               | UCL                | 0                  | 0                  | -           | -           | -           | 10     | 0      |
| Totale Real Madrid   | Totale Real Madrid   | Totale Real Madrid   | 23         | 0          |                 | 11              | 0               |                    | 4                  | 0                  |             | 0           | 0           | 38     | 0      |
| 2005-2006            | Maiorca              | PD                   | 16         | 0          | CR              | 1               | 0               | -                  | -                  | -                  | -           | -           | -           | 17     | 0      |
| Totale carriera      | Totale carriera      | Totale carriera      | 112        | 4          |                 | 12              | 0               |                    | 4                  | 0                  |             | 0           | 0           | 128    | 4      |

## Palmarès

### Club

#### Competizioni nazionali
- Supercoppa di Spagna: 1

Real Madrid: 2003
- Indian Super League: 2

Atlético de Kolkata: 2014, 2016